# Luis Echeverría Zuno
Luis Echeverría Zuno är en ort i Mexiko.   Den ligger i kommunen Huatabampo och delstaten Sonora, i den västra delen av landet, 1 300 km nordväst om huvudstaden Mexico City. Luis Echeverría Zuno ligger 5 meter över havet och antalet invånare är 419.
Terrängen runt Luis Echeverría Zuno är mycket platt. En vik av havet är nära Luis Echeverría Zuno söderut. Runt Luis Echeverría Zuno är det ganska tätbefolkat, med 67 invånare per kvadratkilometer. Närmaste större samhälle är Huatabampo, 13,0 km väster om Luis Echeverría Zuno. Omgivningarna runt Luis Echeverría Zuno är i huvudsak ett öppet busklandskap.